# Virginia, Mexiko
Virginia är en ort i Mexiko.   Den ligger i kommunen Simojovel och delstaten Chiapas, i den sydöstra delen av landet, 700 km öster om huvudstaden Mexico City. Virginia ligger 1 154 meter över havet och antalet invånare är 273.
Terrängen runt Virginia är kuperad åt nordost, men åt sydväst är den bergig. Runt Virginia är det ganska glesbefolkat, med 45 invånare per kvadratkilometer. Närmaste större samhälle är El Bosque, 3,8 km söder om Virginia. I omgivningarna runt Virginia växer huvudsakligen savannskog.